# Maakri 36
Maakri 36 ou Maakri Maja est un immeuble de grande hauteur construit dans le  district Kesklinn à Tallinn, en Estonie,.

## Présentation
Maakri 36 est un immeuble résidentiel de grande hauteur situé dans la rue Maakri tänav au cœur du quartier de Maakri. 
Conçue par Raili Kadarik, la construction du bâtiment de 20 étages a commencé en 2002 et s'est achevée en 2003. 
La hauteur du bâtiment est de 71,5 m et il a une superficie utile de 12 200 m2.